# 艾因凱舍拉
35°55′N 6°42′E / 35.917°N 6.700°E

艾因凱舍拉在乌姆布瓦吉省的位置

艾因凱舍拉（阿拉伯语：‎），是阿爾及利亞的城鎮，位於該國東北部，由烏姆布瓦吉省負責管轄，是艾因凱舍拉區的首府，面積163平方公里，2008年人口32,377，人口密度每平方公里199人。